# Reiko Kuroda
Reiko Kuroda (黒田 玲子?, Kuroda Reiko; 7 ottobre 1947) è una chimica giapponese, professoressa presso il Dipartimento di Scienze Biologiche dell'Università di Tokyo..
Il campo di ricerca della Kuroda è principalmente la chiralità in chimica inorganica e organica. Ha lavorato in Giappone e nel Regno Unito e ha istituito il programma di formazione per interpreti scientifici all'Università di Tokyo. Nel 2006, Kuroda è stato nominata come governatrice del Cambridge Crystallographic Data Center.
Il 10 giugno 2009, la dr.ssa Kuroda è stato eletta membro straniero della Accademia reale svedese delle scienze nella sua classe di chimica.
Nel 2013, Kuroda ha ricevuto l'Oréal-UNESCO Awards for Women in Science. È stata candidata a premi dall'Human Frontier Science Program (HFSP) e da AcademiaNet.